# Ouratea williamsii
Ouratea williamsii är en tvåhjärtbladig växtart som beskrevs av Macbride. Ouratea williamsii ingår i släktet Ouratea och familjen Ochnaceae. Inga underarter finns listade i Catalogue of Life.